# 海色 (歌曲)
《海色》（日语：みいろ）是日本女歌手AKINO from bless4的第5張單曲，於2015年2月18日由FlyingDog發售。

## 概要
《海色》為繼在2014年的《Extra・Magic・Hours》（エクストラ・マジック・アワー）後，AKINO的第5張單曲，以「AKINO from bless4」的名義發行，為電視動畫《艦隊Collection》的主題曲。
《海色》的歌詞的含義為緬懷過去因戰爭而沉沒的日本戰艦，而這可在歌詞中的「如此重複，我們已經不會對她們感到遺憾」（So repeatedly, we won't regret to them）、「她就像是我們的旗艦一樣燦爛奪目，但這一切都已成過去。她亦未曾放棄希望，直到最後只有大海知道」（She was splendid like our flagship but it's all in the past. She never gave up the hope even till the end only the sea knows）與「不要重蹈覆轍，這太蠢了」（So foolish don't repeat the tragedy）中得知。
在單曲插圖中的六位艦娘分別為吹雪、睦月、夕立、那珂、川內與神通。該曲與艦隊Collection的片尾曲《吹雪》同時發售。

## 反應
《海色》推出後在僅僅幾天之內便與《吹雪》一起於秋葉原「消失」，各售賣點均貼出售罄字樣，同時亞馬遜日本的庫存亦全數被訂購完畢。最後經計算後首週賣出了超過3.1萬張，為AKINO出道至今的最高紀錄。
於2015年2月17日的Oricon公信榜日榜中，初登場的《海色》便取得了第6位，之後雖然排位曾經降低，但到了2月20日便捲土重來，上升至第3位，在2月22日更奪得第2位。而在3月2日公佈的週榜中，《海色》取得第5位，《吹雪》則緊貼其後，為第6位。
Billboard Hot Animation方面，《海色》與《吹雪》初登場便登上第1與第2位，包辦冠亞軍。在日本熱門100金曲榜中，《海色》則取得第2位。另外《海色》和《吹雪》亦取得了iTunes日本排行榜日榜（2月19日）與週榜的第1與第2位。

## 收錄曲
CD
1. 海色
作詞：minatoku、作曲・編曲：WEST GROUND
電視動畫《艦隊Collection》主題曲
2. Just Moving On Now
作詞：SugarLover、作曲：齊藤悠彌、編曲：齊藤悠彌/伊藤三矢
3. 海色（instrumental）
4. Just Moving On Now（instrumental）

## 外部連結
- FlyingDog介紹頁 （页面存档备份，存于）